# God's Crucible (película de 1917)
God's Crucible es una película muda perdida estadounidense de género dramático de 1917 dirigida por Lynn Reynolds y protagonizada por Myrtle Gonzalez. Fue producida por Bluebird Photoplays y estrenada por Universal Pictures.

## Reparto
- George Hernandez como Lorenzo Todd
- Val Paul como Warren Todd
- Fred Montague como Dudley Phillips (*acreditado como Frederick Montague)
- Myrtle Gonzalez como Virginia Phillips
- Jack Curtis como Oracle Jack
- Ed Brady como Wilkins (*acreditado como Edward J. Brady)
- Frankie Lee como Bobby (*acreditado como Francis Lee)
- Harry Griffith como Ira Todd (acreditado como Harvey Griffith)